# Luohans de cerámica vidriada de Yixian

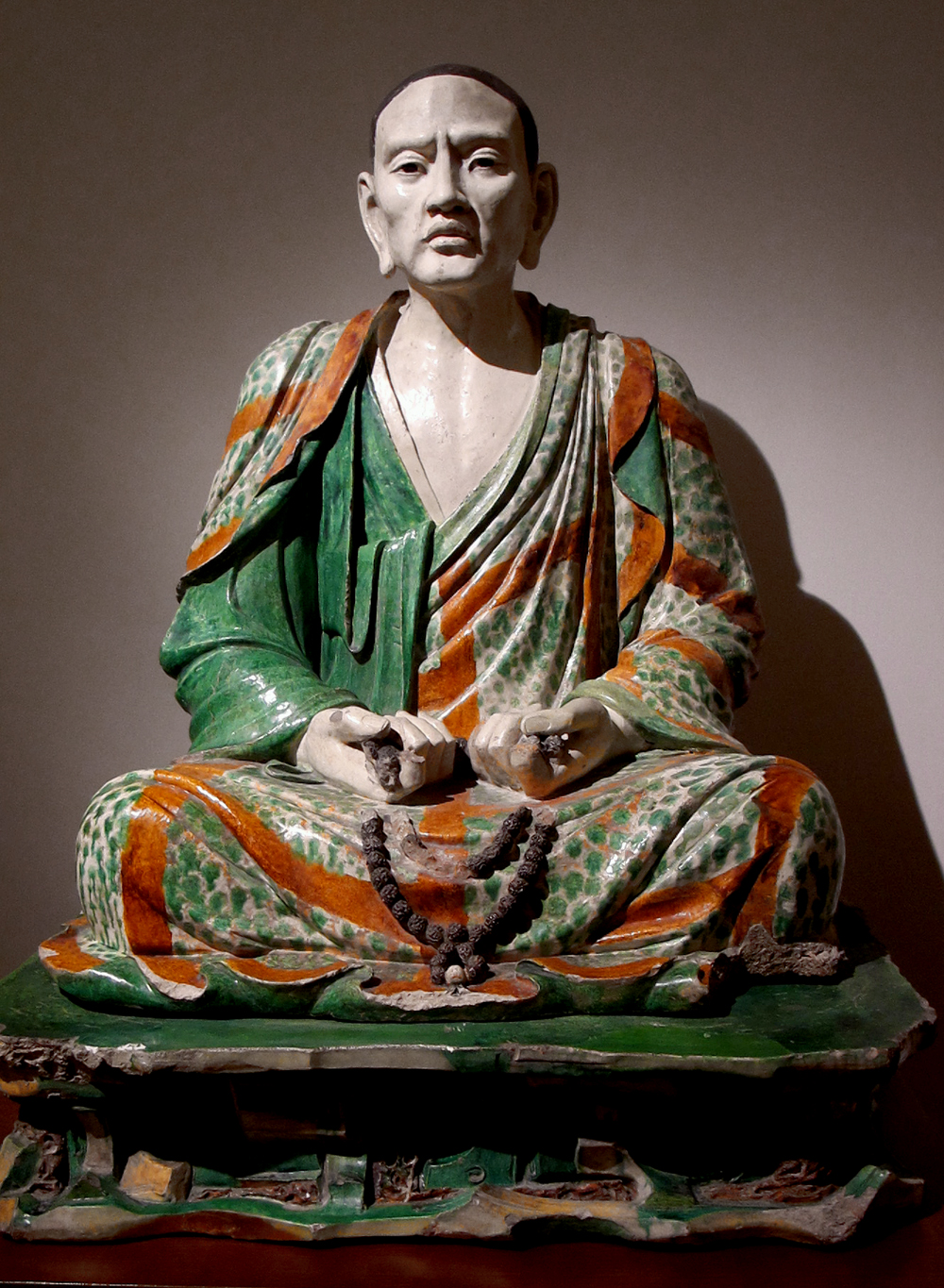
Ejemplo en el Museo Guimet.

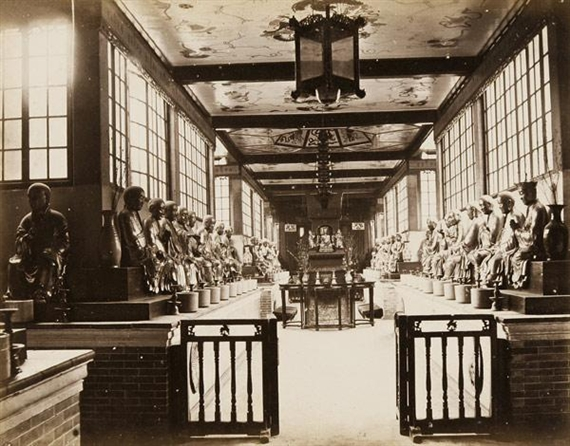
Sala luohan china.

Los Luohans de cerámica vidriada de Yixian son un conjunto de esculturas sedentes de cerámica vidriada de tamaño natural asignadas al período de la dinastía Liao (907-1125). : 易县 ; en chino tradicional : 易縣 ; en pinyin : Yì Xiàn ), al sur de Pekín, que se descubrieron en las cuevas de I Chou (I-chou, Yizhou) en Yixian o en el condado de Yi, Hebei, antes de la Primera Guerra Mundial.
Han sido descritos como «uno de los grupos de esculturas de cerámica más importantes del mundo». Llegaron al mercado internacional del arte y fueron comprados para colecciones occidentales. Al menos ocho estatuas originales fueron encontradas, incluyendo un gran fragmento que durante mucho tiempo se pensó que había sido destruido en Berlín durante la Segunda Guerra Mundial, pero que recientemente fue visto en Rusia. Otras se encuentran ahora en las siguientes colecciones: el Museo Británico en Londres, dos en el Museo Metropolitano de Arte en Nueva York, el Museo Real de Ontario en Toronto, el Museo de Bellas Artes, Boston, el Museo Penn, Filadelfia, el Museo Nelson-Atkins, Kansas City, el Museo Guimet de París y en una colección japonesa. Con el ejemplo perdido de Berlín, hace un total de diez figuras. Hay fragmentos probablemente del mismo conjunto en otras colecciones. Las circunstancias del hallazgo, y los eventos subsecuentes a medida que las figuras llegaron al mercado del arte, han sido objeto de mucha investigación académica, sin estar del todo aclaradas.
Un luohan —a menudo escrito luóhàn— es el término chino para un arhat, uno de los discípulos históricos de Buda. A medida que se desarrolló la tradición budista, y especialmente en los países budistas de Asia oriental, la cantidad de arhats o luohans tendió a aumentar, y al menos los más importantes fueron considerados como casi bodhisattvas o seres completamente iluminados, dentro de una amplia gama de seres sobrenaturales y potestades. De acuerdo con la tradición budista, grupos de 16, 18 o 500 luohans esperaban la llegada de Maitreya, el futuro Buda, y estos grupos se usaban con frecuencia en el arte budista del Asia oriental. La mayoría de los estudiosos piensa que el conjunto completo tuvo figuras para la agrupación principal china típica de Dieciséis o Dieciocho arhats, aunque William Watson describe esta «suposición usual» como «especulativa». Estas y otras agrupaciones más pequeñas de seis u ocho recibieron nombres y personalidades en la tradición budista.
Este conjunto es excepcional por su gran calidad y la individualidad de cada figura; se ha sugerido que también podrían ser al mismo tiempo retratos de notables monjes contemporáneos. Se especula que podrían proceder de los hornos imperiales, donde trabajaban los artesanos ceramistas más hábiles. Para Watson, son «ejemplos sobresalientes del pseudo-retrato naturalista de la época, que muestran con gran perfección una idealización de la cara», donde «únicamente la elongación de los lóbulos de las orejas sigue la iconografía [tradicional budista]». El cabello verde de algunas de las figuras también es una desviación del naturalismo. El hallazgo en 1912 parece no haber sido en la ubicación original del grupo, que se desconoce, y el conjunto de 16 o 18 figuras probablemente fue hecho para ser colocado en plataformas a lo largo de las paredes de una «sala luohan» en un templo. Las bases caladas tenían la intención de sugerir montañas; las pinturas de luohans a menudo las muestran encaramadas en pequeños picos, lo que indica los retiros en la montaña del monje ascético.

## Datación

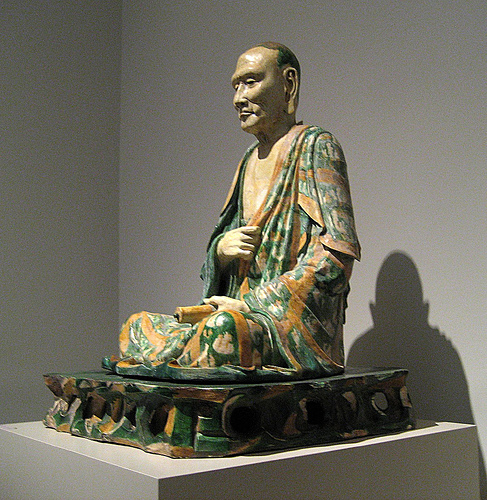
La más antigua de las figuras de Nueva York, vista de lado.

En sus primeros años en Occidente, las figuras generalmente se asignaban a la dinastía Tang (618-907), y algunos proponían varias fechas posteriores en el período de la dinastía Ming o de las dinastías entre ambas. Pero una fecha en la regional dinastía Liao (916-1125) llegó a ser la más preferida, aunque en los últimos años se datan cada vez más, en parte en vista de los resultados de los métodos de datación científica cada vez más precisos, a principios del siglo XII, por tanto al inicio del periodo de la dinastía Jin (1115-1234).
Las pruebas de datación por termoluminiscencia de las estatuas en Filadelfia y Nueva York produjeron una fecha de punto medio de 1210, ± 100 y 200 años respectivamente, siendo el punto medio durante el período de la siguiente dinastía Jin. Derek Gillman sugiere la fecha específica de 1159, para que coincida con la renovación registrada de un gran templo en la región, que también propone como candidato para su ubicación original. Se encontró una moneda de principios del siglo XII dentro de la figura del museo de Boston.